# Renner Ensemble Regensburg
Das Renner Ensemble Regensburg (kurz auch Renner-Ensemble) ist ein Vokalensemble aus Regensburg. Benannt ist es nach dem früheren Regensburger Domorganisten und Komponisten Joseph Renner jun. (1868–1934). Das Repertoire umfasst Männerchorwerke vom Mittelalter über Renaissance und Romantik bis hin zu experimenteller Vokal-Avantgarde der Gegenwart.

## Geschichte
Das Renner Ensemble Regensburg wurde im Jahr 1987 von Bernd Englbrecht gegründet. Bei den früheren und derzeit aktiven Mitgliedern des Ensembles, das immer etwa 15 bis 20 Sänger umfasst, handelt es sich überwiegend um ehemalige Regensburger Domspatzen.
Englbrecht leitete das Renner-Ensemble bis zum September 2003; anschließend übernahm Jörg Genslein diese Aufgabe. Seit 2011 wird das Ensemble von Hans Pritschet geleitet, der auch Dozent im Fachbereich Musikpädagogik an der Universität Regensburg ist. Alle drei waren früher ebenfalls Mitglieder der Regensburger Domspatzen – Englbrecht von 1978 bis 1987, Genslein von 1988 bis 1998 und Pritschet von 1968 bis 1977.
Konzertreisen führten den Chor unter anderem nach Schweden, Frankreich, Italien, Österreich, Spanien, Lettland, Taiwan, Japan, Singapur, auf die Philippinen, nach Uruguay, Argentinien sowie zuletzt nach Großbritannien.
Neben zahlreichen Live-Auftritten und CD-Produktionen absolvierte das Renner-Ensemble unter anderem Aufnahmen für den Bayerischen Rundfunk, den schwedischen, lettischen und Hessischen Rundfunk sowie für den Deutschlandfunk, außerdem für das Bayerische und das Philippinische Fernsehen.

## Erfolge
Das Renner-Ensemble nahm auch erfolgreich an verschiedenen nationalen und internationalen Chorwettbewerben teil. Bei folgenden Wettbewerben erreichte das Ensemble jeweils den ersten Preis:
- 3. Deutscher Chorwettbewerb in Stuttgart (1990)
- Internationaler Chorwettbewerb der BBC Let the Peoples Sing (1991)
- 1. Internationaler Wettbewerb für Vokalensembles in Korntal-Münchingen (1992), außerdem als bestes Ensemble des gesamten Wettbewerbs ausgezeichnet
- 27. Chorwettbewerb in Tolosa / Spanien (1995)
- 4. Internationaler Chorwettbewerb Trelew / Argentinien (1999)

Beim 2. Internationalen Kammerchorwettbewerb in Marktoberdorf 1991 erhielt das Renner-Ensemble den zweiten Preis.
Beim 7. Cornwall International Male Voice Choral Festival 2015 erhielt das Ensemble den dritten Preis.

## Auszeichnungen
- 1996: Ernst von Siemens Musikpreis (Förderpreis)
- 2000: Kulturförderpreis der Stadt Regensburg[3]
- 2005: Kulturpreis des Bezirks Oberpfalz in der Kategorie Chor[4]
- 2018: Opus Klassik in der Kategorie Chorwerkeinspielung des Jahres für die CD War no more[5]

## Diskografie (Auswahl)
- Richard Strauss: Männerchorwerke, Ars Produktion, 1993
- Christmas Collection, Ars Produktion, 1994
- Franz Schubert: Männerchorwerke, Ars Produktion, 1996
- Schumann, Mendelssohn: Männerchorwerke, Ars Produktion, 1999
- ...was dem Herzen kaum bewußt... – Neue Musik für Männerstimmen a cappella, Ars Produktion, 2003
- ...wallen Engel durch das Korn... (Kompositionen von Max Reger und Hugo Wolf), Ars Produktion, 2007
- Franz Liszt und seine Zeit (Kompositionen von Gioachino Rossini, Giuseppe Verdi, Peter Cornelius, Hector Berlioz und Franz Liszt), Ars Produktion, 2016
- War No More – Männerchorwerke zu Krieg und Frieden (Kompositionen von Clément Janequin, Edward MacDowell, Wilhelm Kienzl, Josef Gabriel Rheinberger, John Lennon u. a.), Ars Produktion, 2018